# Adam & Eva (2021)
Adam & Eva is een Vlaamse romantische komedie uit 2021, geschreven en geregisseerd door Nicolaas Rahoens. De hoofdrollen worden vertolkt door Bob De Moor, Peggy Schepens en Marijn Devalck.

## Verhaal
Wanneer de aan lagerwal geraakte Gentse professor Adam De Raeve in het ziekenhuis belandt, wordt hij verliefd op de knappe 18 jaar jongere dokter Eva Verplancke en ontstaat er een vriendschap met zijn kamergenoot Michel Baron Brouckaert, een kasteelheer.
Na zijn ziekenhuisopname trekt Adam in bij Michel en helpt hij hem om een quiz te winnen door zijn aartsrivaal Eduaard "Den Duivel" af te troeven. Ook tussen Adam en Eva bloeit er iets moois. Wanneer Michel steeds zieker wordt wil hij zijn vervreemde dochter Roos zien, maar zij weigert elk contact met haar vader. Daarom beslist Michel om zijn levertransplantatie te weigeren en voor euthanasie te kiezen.
Adam slaagt er echter in om vader en dochter te verzoenen en met behulp van Eva's computer de donorlever zonder haar medeweten alsnog aan Michel toe te wijzen. Michels operatie is een succes, maar door het bedrog van Adam belandt een meisje aan wie de donorlever beloofd was in een coma. Daarop breekt Eva met Adam.
Nu Michel weer helemaal beter is, wil hij trouwen met prostituee Magdalena, maar tijdens de voorbereidingen van het trouwfeest overlijdt hij. De neerslachtige Adam gaat terug bij zijn zoon Geert wonen, maar belandt uiteindelijk in de daklozenopvang.
Roos en Geert overhalen Eva om Adam een tweede kans te geven. Uiteindelijk gaat Adam mee met Eva naar Colombia, waar zij in Bogota een transplantatiekliniek gaat opstarten.

## Rolverdeling
| Acteur                   | Personage               |
| ------------------------ | ----------------------- |
| Bob De Moor              | Adam De Raeve           |
| Peggy Schepens           | Eva Verplancke          |
| Marijn De Valck          | Michel Baron Brouckaert |
| Robrecht Vanden Thoren   | Geert De Raeve          |
| Jessie Huysman           | Lotte                   |
| Claire Vingerhoedt       | Anneliesje              |
| Annabelle Van Malderghem | Magdalena               |
| Femke Marysse            | Roos                    |

## Productie en release
Adam & Eva werd in de zomer van 2019 gefilmd op 40 dagen tijd en met een krap budget van amper 100.000 €. De film werd volledig gedraaid in de Vlaamse Ardennen en werd daar ook voor het eerst vertoond op 20 januari 2020. De film zou in datzelfde jaar het Filmfestival van Oostende openen, maar door de coronacrisis gebeurde dat uiteindelijk pas op 10 september 2021 en duurde het tot 2022 voordat de film in de bioscopen werd uitgebracht. Op 11 april 2025 kende de film zijn tv-première op VRT1.

## Prijzen
In augustus 2021 viel Adam & Eva op de Rome International Movie Awards drie keer in de prijzen: de film kreeg de prijs voor beste komedie, de prijs voor beste acteur ging naar Marijn Devalck en de prijs voor best acting ensemble ging naar De Moor, Schepens en Devalck.